# 1908年古典音樂
本頁面是1908年間古典音樂事件（含相關話題）的紀錄頁。

## 出生人物

### 4月
- 5日：赫里貝爾特‧里特‧馮‧卡拉揚（德語：Heribert Ritter von Karajan）出生於奧地利薩爾斯堡。
- 11日：卡雷尔·安切尔（捷克語：Karel Ančerl）出生於捷克Tučapy。
- 19日：約瑟夫·凱爾伯特（德语：Joseph Keilberth）。